# Compagnie française de matériel de chemin de fer

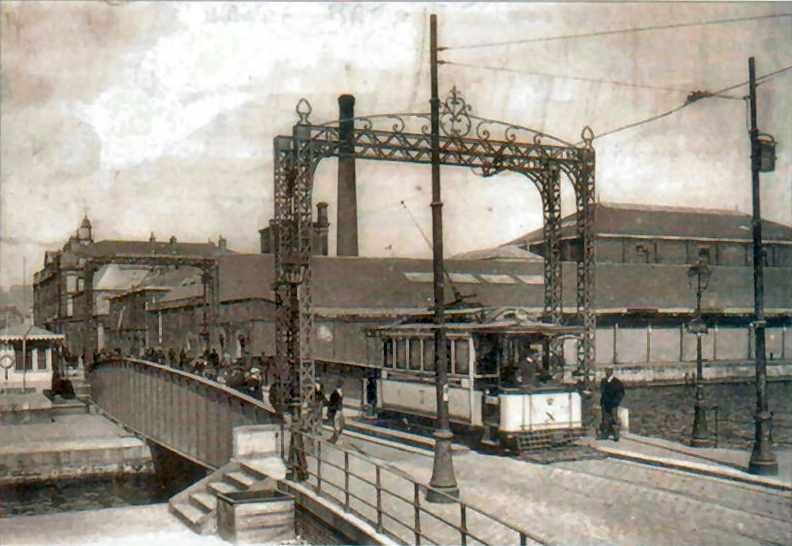
Motrice construite par la CFCMF pour les tramways du Havre

La Compagnie française de matériel de chemin de fer (CFMCF), est une entreprise de construction ferroviaire située à Ivry-sur-Seine. Elle est fondée en 1872, en reprenant les actifs de la Société Charles Bonnefond et Cie spécialisée dans la construction de matériel ferroviaire. 
En 1911, la CFMCF acquit les usines du Tilleul à Maubeuge dans le Nord.
Elle prend part à la création de la Compagnie générale de construction et d'entretien du matériel de chemin de fer en 1919.
La CFMCF a construit du matériel de chemins de fer et de tramway pour les réseaux français et coloniaux. Entre 1925 et 1939, elle a construit 18 281 wagons de marchandises et 735 voitures à voyageurs.

## Présidents
- 1909 - 1914 : Léon Isidore Molinos (1848-1914), président du conseil d'administration